# Ethel Spowers

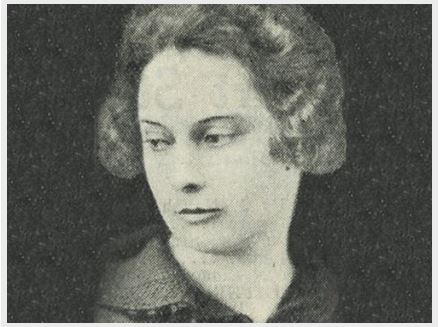
Ethel Spowers (um 1910)

Ethel Louise Spowers (* 11. Juli 1890; † 5. Mai 1947) war eine australische Künstlerin, die mit der Grosvenor School of Modern Art in London verbunden war. Sie war vor allem für ihre Linolschnitte bekannt, die sich in den Sammlungen bedeutender australischer und britischer Kunstgalerien befinden. Sie war außerdem Gründerin der Contemporary Art Society, die moderne Kunst in Australien förderte.

## Kindheit und Ausbildung
Ethel Louise Spowers kam am 11. Juli 1890 in South Yarra, Melbourne, als Tochter eines neuseeländischen Vaters und einer in London geborenen Mutter auf die Welt. Ihr Vater, William Spowers, besaß eine Zeitung. Spowers wurde von 1911 bis 1917 an der National Gallery of Victoria Art School als Künstlerin ausgebildet und studierte auch teilweise in Paris (vor allem bei André Lhote). Sie wurde an der Melbourne Girls Grammar School in Melbourne ausgebildet. Ihre wohlhabende und kultivierte Familie besaß ein Herrenhaus in St. Georges Road, Toorak. Als Erwachsene lebte Ethel weiterhin dort und unterhielt ein Atelier über den Ställen.

## Karriere
Spowers hatte ihre erste Einzelausstellung in Melbourne im Alter von 30 Jahren und zeigte Märchenillustrationen wie die von Ethel Jackson Morris. Zwei weitere Einzelausstellungen (1925 und 1927) in der New Gallery in Melbourne bestätigten ihren Ruf als Märchenillustratorin, obwohl sie zu diesem Zeitpunkt auch von japanischer Kunst inspirierte Holzschnitte und Linolschnitte anfertigte, die ein breiteres Themenspektrum abdeckten.
Ihr Stil und ihr künstlerischer Schwerpunkt änderten sich 1928–29, als sie bei Claude Flight an der Grosvenor School of Modern Art in London Linolschnitttechnik studierte. Sie war eine von mehreren australischen Künstlerinnen an der Grosvenor School, darunter Dorrit Black und Eveline Winifred Syme. Im Jahr 1931 folgten weitere Kurse, in denen Spowers modernistische Ideen zu rhythmischem Design und Komposition vom Rektor der Grosvenor School, Iain Macnab, aufnahm.
In den 1930er Jahren erregten ihre Linolschnitte aufgrund ihrer kühnen, vereinfachten Formen, ihres rhythmischen Bewegungsgefühls, ihrer besonderen Verwendung von Farben und ihrer humorvollen Beobachtung des Alltagslebens, insbesondere der Welt der Kinder, kritische Aufmerksamkeit. Sie wurden regelmäßig in der Redfern Gallery in London gezeigt.
Spowers veranstaltete 1930 in Melbourne eine Ausstellung australischer Linolschnitte. 1932 wurde sie Gründerin der Contemporary Art Society, die moderne Kunst in Australien förderte.
- Yallourn (1933)[6]
- Bank holiday (1935)[7]
- Resting models (1933)[8]
- Wet afternoon (1930)[9]
- Gust of Wind (1931)[10]
- Bank Holiday (1935)[10]

Spowers starb am 5. Mai 1947 nach langer Krebserkrankung im Alter von 56 Jahren in Melbourne. Sie wurde im Fawkner Memorial Park begraben. Ein von Spowers illustriertes Kinderbuch, Cuthbert and the Dogs, wurde ein Jahr nach ihrem Tod veröffentlicht. Scheinbar hat Spowers spät im Leben einige ihrer Originalwerke zerstört. Im Jahr 2011 wurde „Wet Afternoon“ von Ethel Spowers in New York City für 51.650 £ verkauft, viel mehr als jedes ihrer früheren Werke bei einer Auktion erzielt hatte. Im nächsten Jahr verdoppelte Spowers‘ „The Gust of Wind“ diese Marke mehr als und wurde im April 2012 für 114.050 £ verkauft, ein Rekordpreis für alle Drucke der Grosvenor School bis zu diesem Datum.
Die Art Gallery NSW beherbergt mehrere ihrer Werke, einige stammen aus einer frühen Phase realistischer Illustrationen, andere zeigen den deutlichen Einfluss ihrer Zeit an der Grosvenor School. Die National Gallery of Australia besitzt 47 ihrer Drucke aus den 1920er und 1930er Jahren. Ihre Drucke werden auch in der National Gallery of Victoria und der Ballarat Fine Art Gallery, Victoria, aufbewahrt. The British Museum und das Victoria and Albert Museum erwarben einige ihrer Linolschnitte.

## Galerie

### Aquarell auf Papier

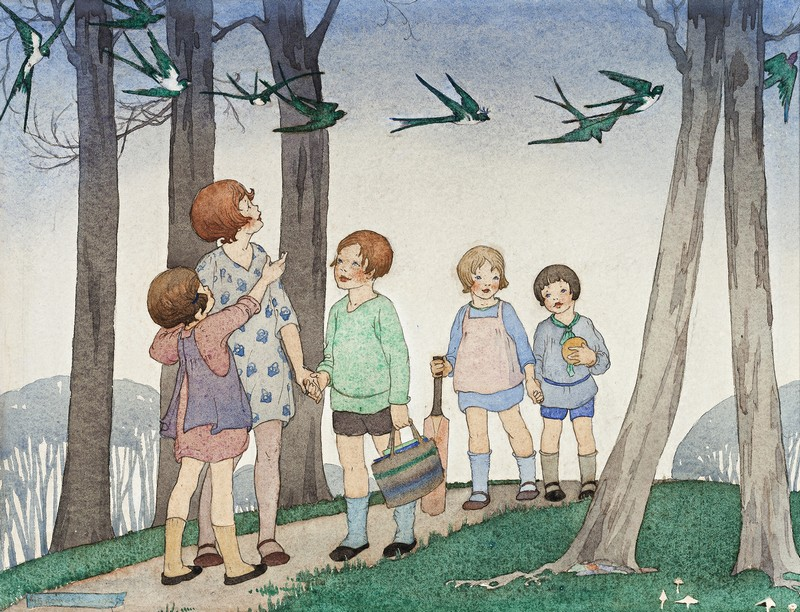
The Enchanted Birds (1927)
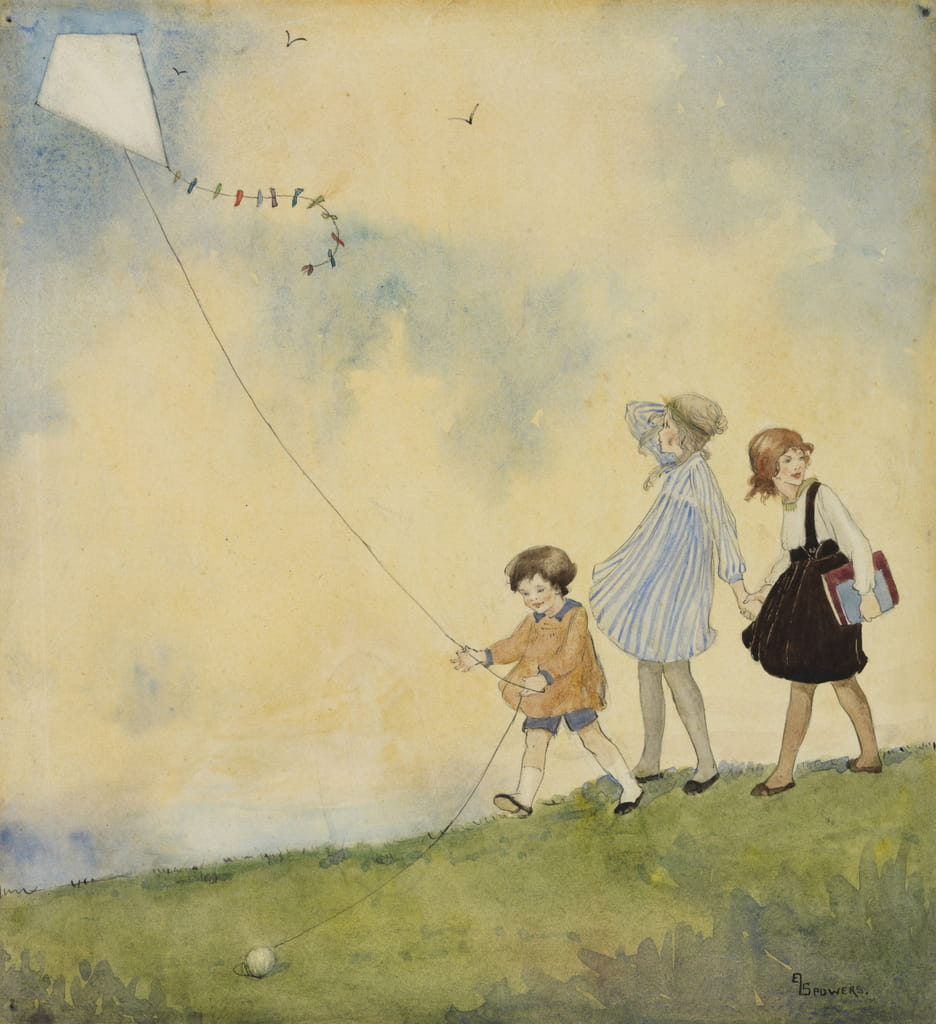
The Kite Art Gallery of New South Wales, Sydney
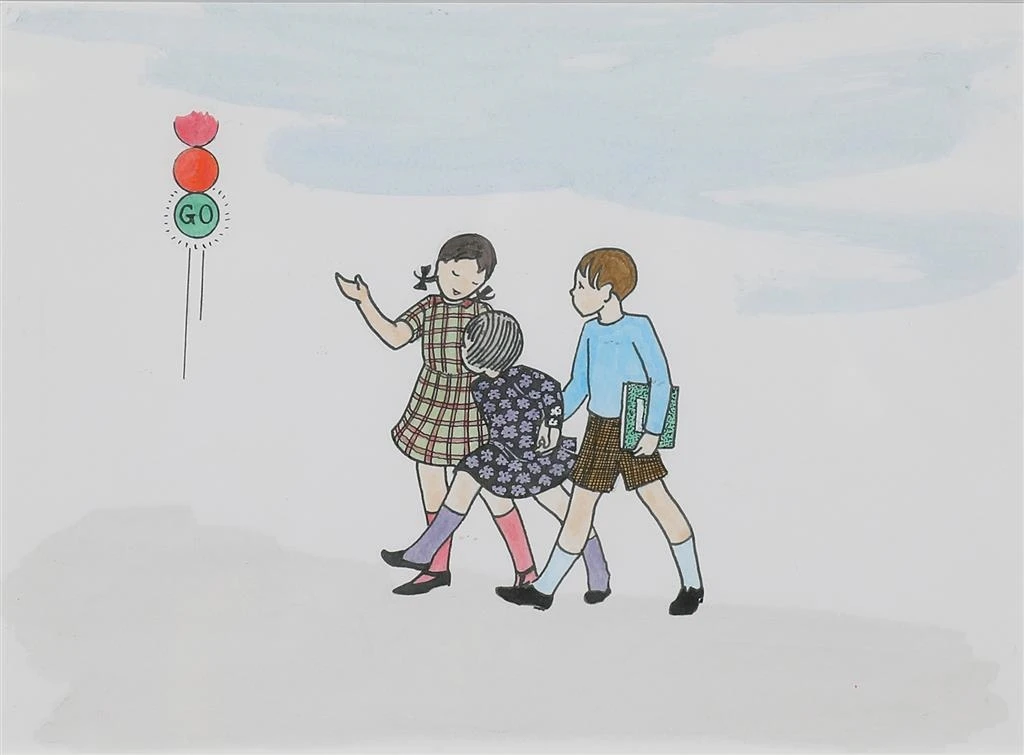
Children walking (Tinte & Aquarell)
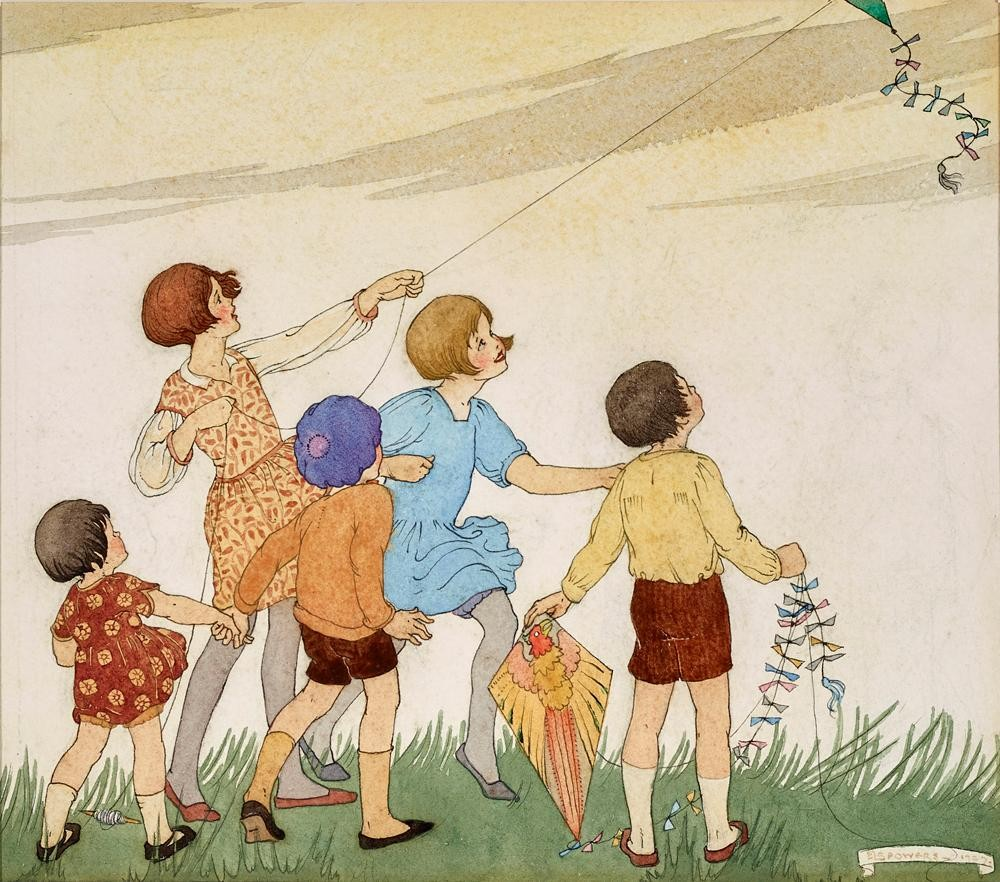
The Kite Fyers (1927)

### Linolschnitte

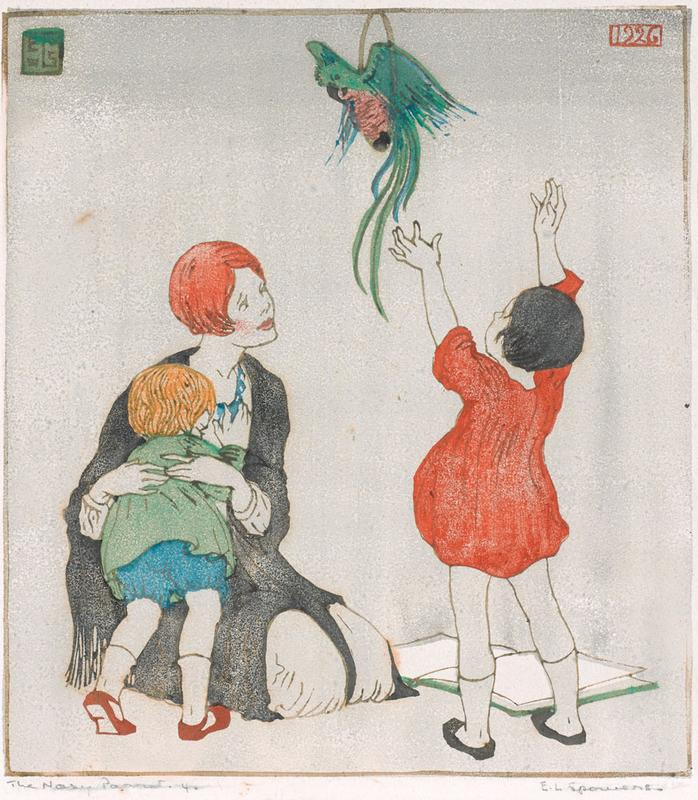
Ethel Spowers, The Noisy Parrot, um 1926.
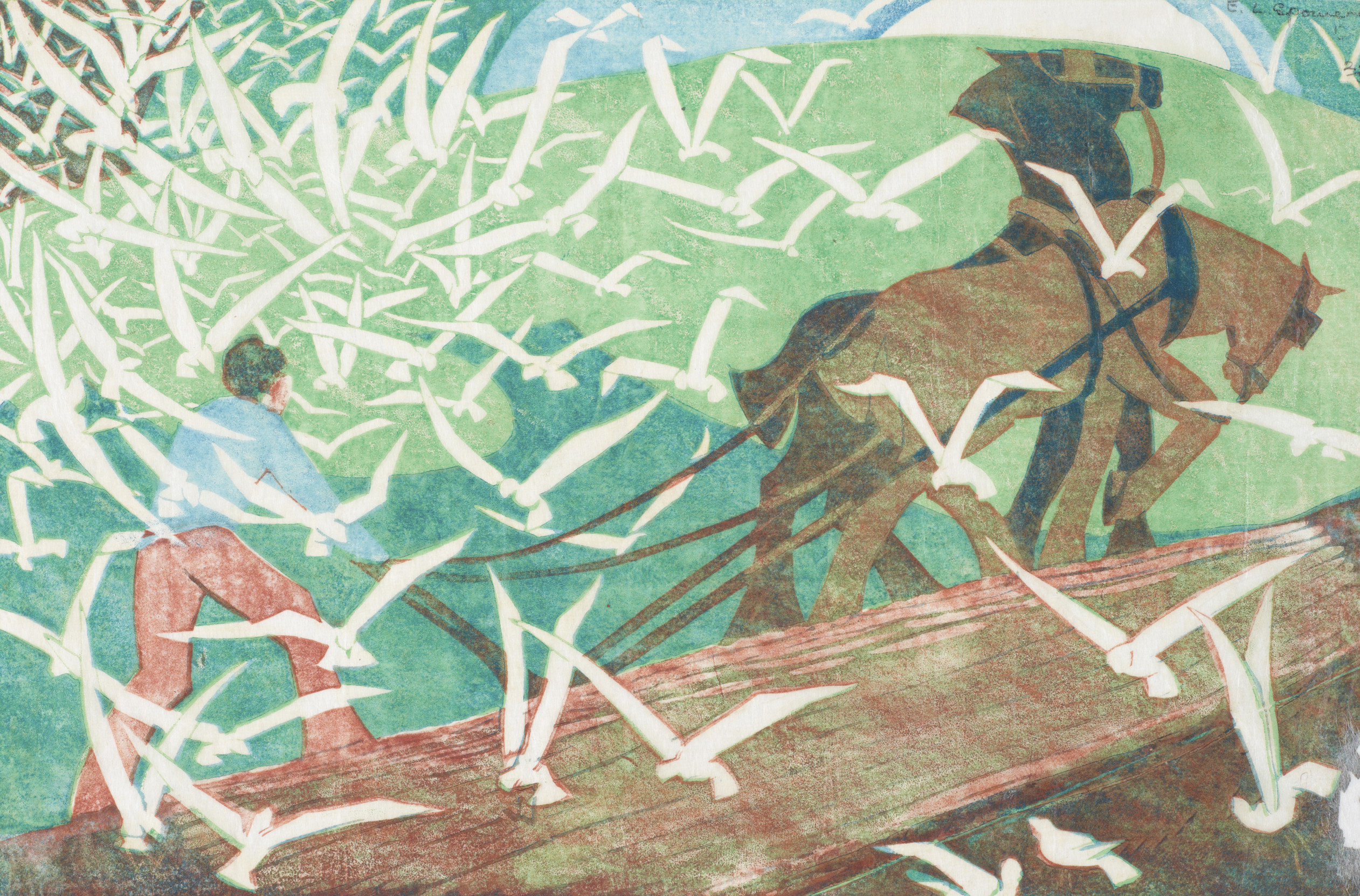
Ethel Spowers, The plough, 1928, linocut. Gift of Rex Nan Kivell, 1953. Museum of New Zealand Te Papa Tongarewa (1953-0003-327)
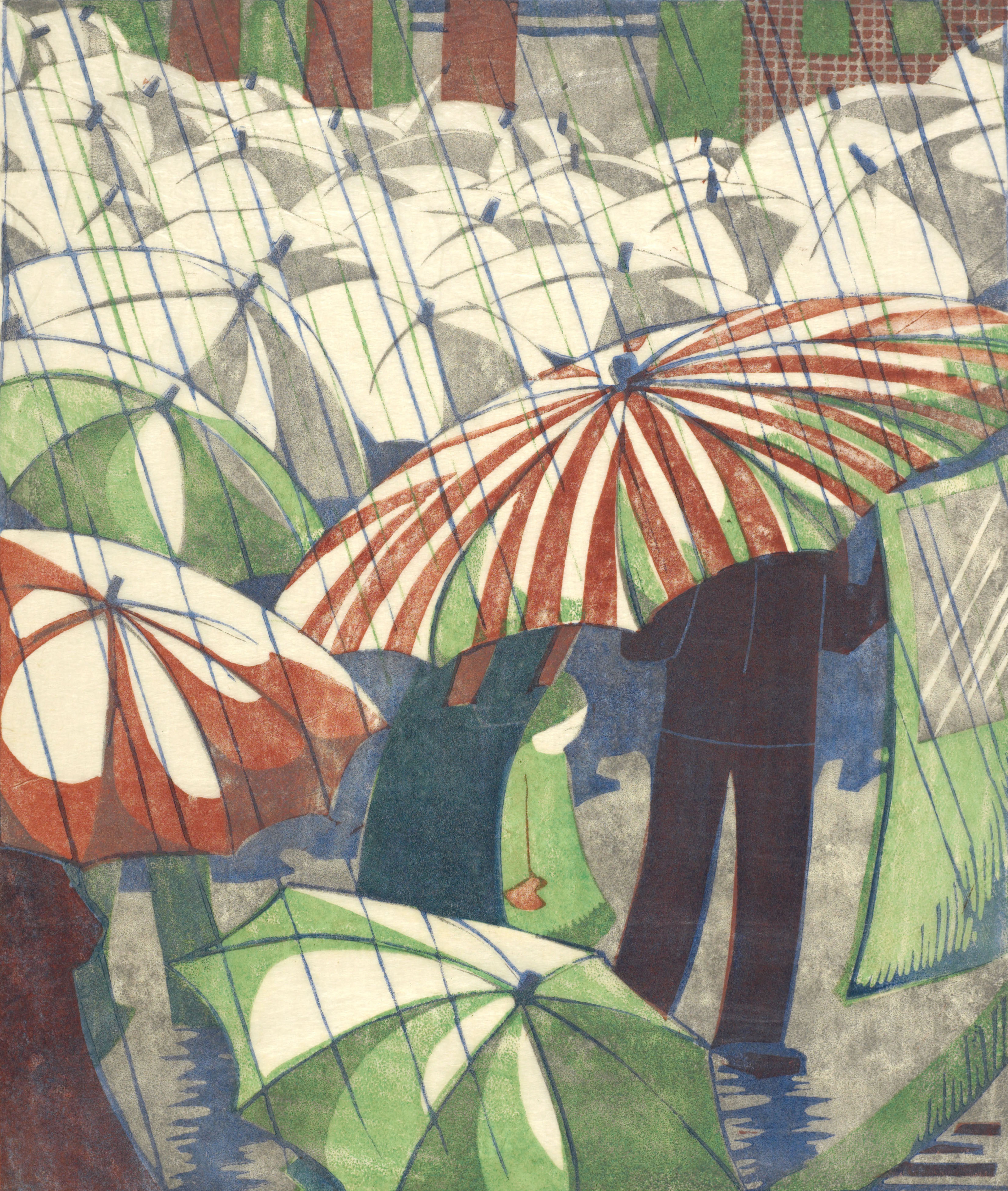
Ethel Spowers, Wet afternoon, 1930, Linolschnitt. Schenkung von Rex Nan Kivell, 1953. Museum of New Zealand Te Papa Tongarewa (1953-0003-328)
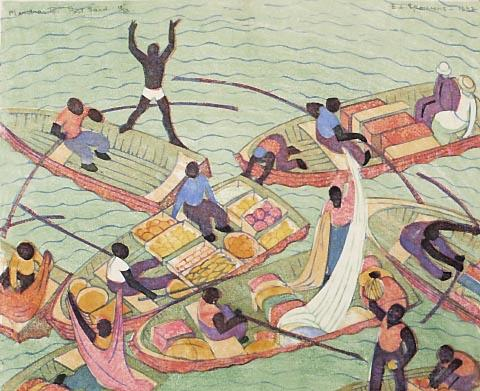
Ethel Spowers, Merchants, Port Said, 1932, Linolschnitt. Schenkung von Rex Nan Kivell, 1953. Auckland Art Gallery Toi o Tāmaki (1953/2/135)
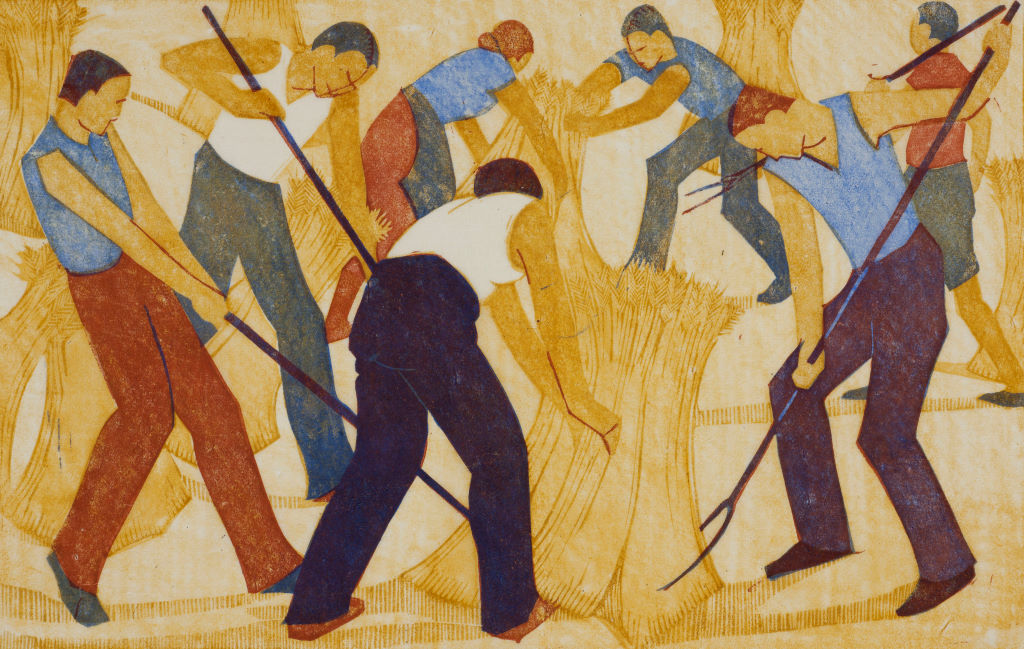
Ethel Spowers, Harvest, 1932, Linolschnitt. Schenkung von Rex Nan Kivell, 1953. Auckland Art Gallery Toi o Tāmaki (1953/2/134)
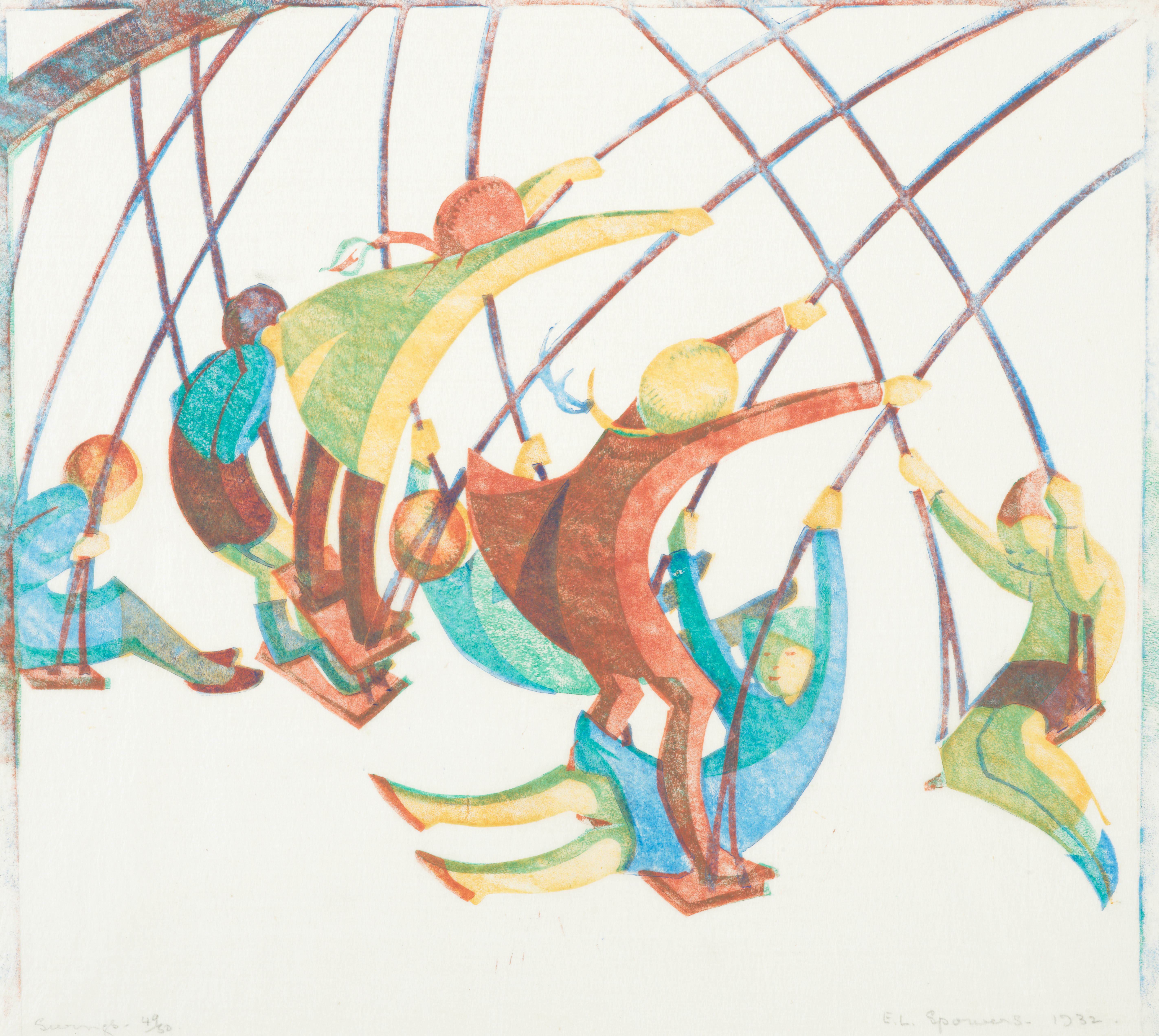
Ethel Spowers, Swings, 1932, Linolschnitt. Schenkung von Rex Nan Kivell, 1953. Museum of New Zealand Te Papa Tongarewa (1953-0003-326)
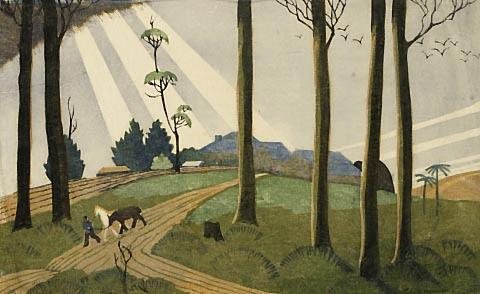
Ethel Spowers, The Lonely Farm, 1933, Linolschnitt. Schenkung von Nan Kivell, 1953. Auckland Art Gallery Toi o Tāmaki (1953/2/137)
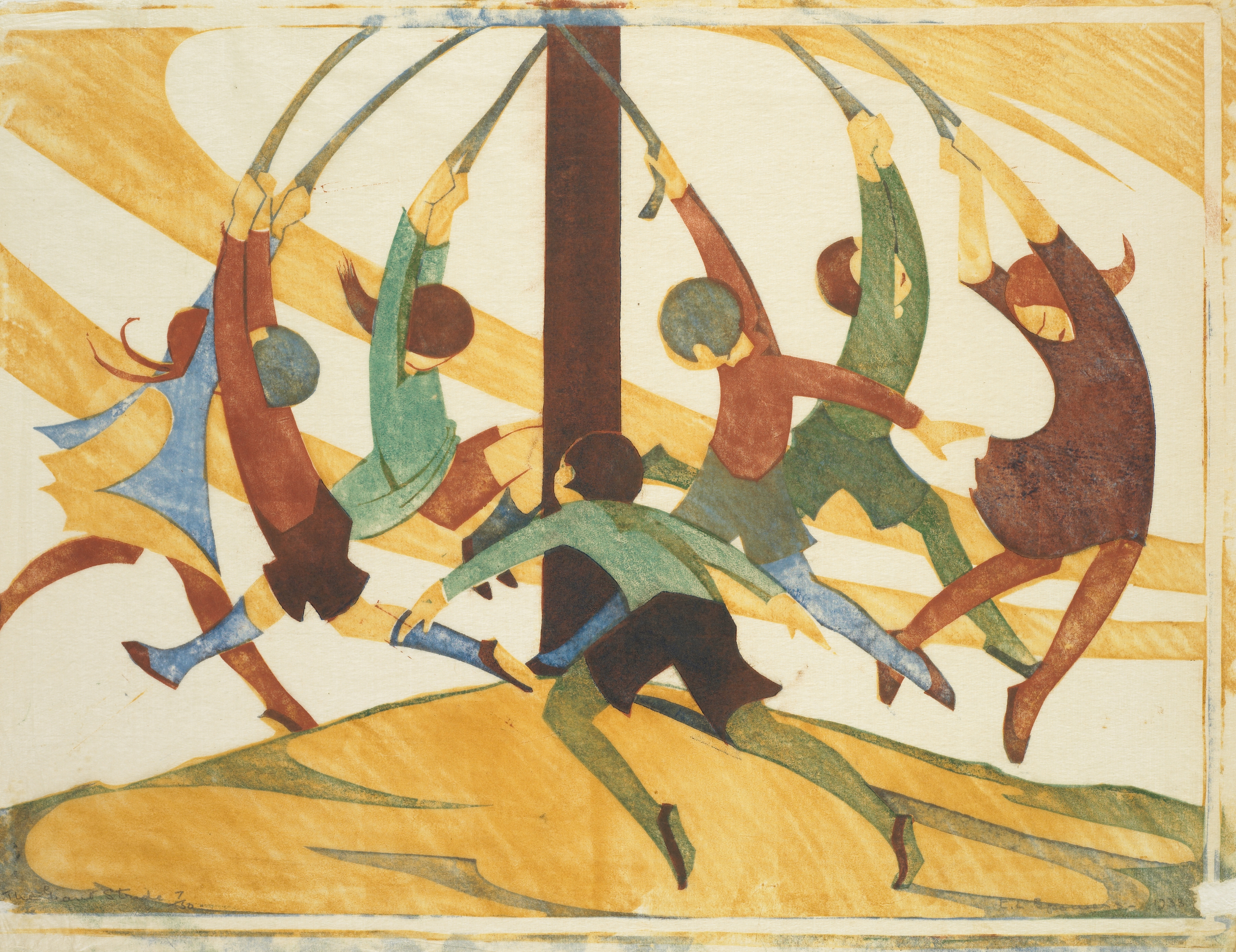
Ethel Spowers, The giant stride, 1933, Linolschnitt. Schenkung von Nan Kivell, 1953. Museum of New Zealand Te Papa Tongarewa (1953-0003-325)
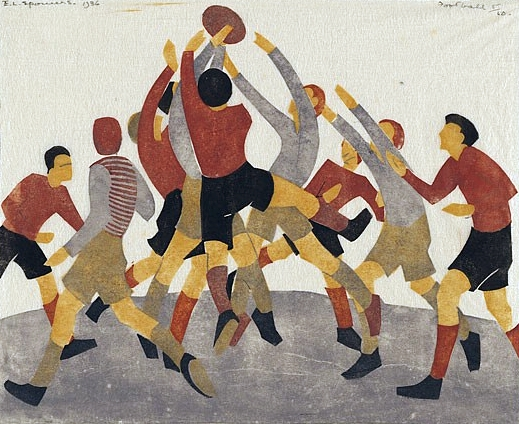
Ethel Spowers, Football, 1936, Linolschnitt. National Gallery of Australia
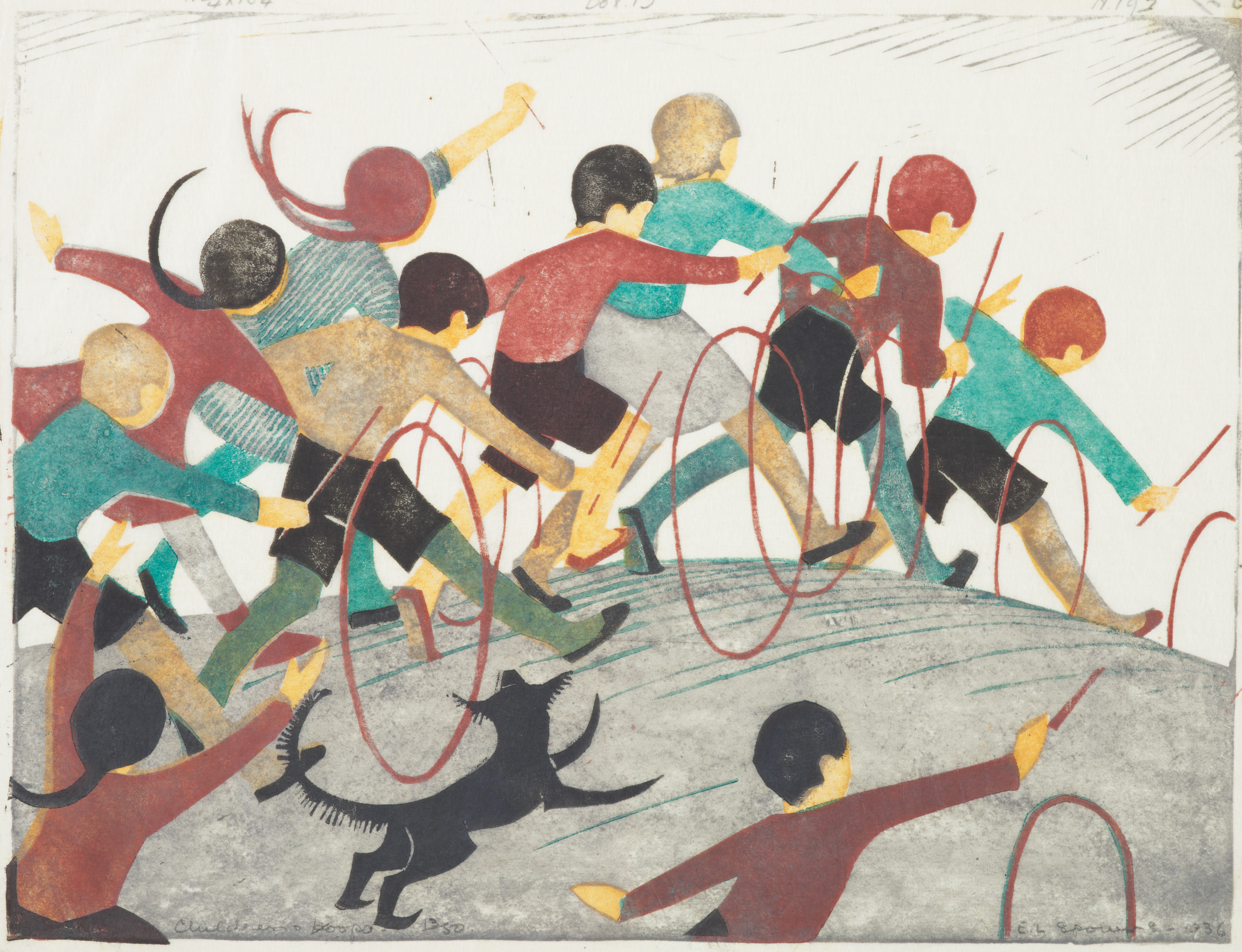
Ethel Spowers, Children’s hoops, 1936, Linolschnitt. Schenkung von Rex Nan Kivell, 1953. Museum of New Zealand Te Papa Tongarewa (1953-0003-329)